# Aderus medioglaber
Aderus medioglaber es una especie de coleóptero de la familia Aderidae. Fue descrita científicamente por Maurice Pic en 1931.

## Distribución geográfica
Habita en Vietnam.